# 屋久島町
屋久島町（やくしまちょう）は、鹿児島県の大隅諸島の屋久島および口永良部島全域を行政区域とする町。熊毛郡に属す。人口は1万1千人ほど（2022年現在）。観光資源として屋久杉を有し、国内最大級の巨木である縄文杉や、豊臣秀吉の命令で京都の方広寺大仏殿（京の大仏）造営の為に伐採されたとする 屋久杉の切り株であるウィルソン株が著名である。

## 地理

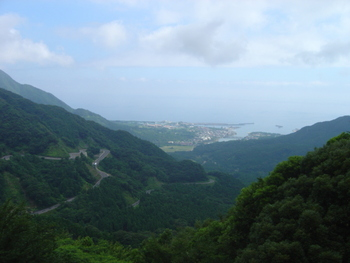
白谷雲水峡側から見た宮之浦町。

屋久島および口永良部島全域を行政区域とする。
- 川（流域面積[2]）：屋久島特別地域気象観測所（小瀬田・屋久島空港）における年間雨量の平年値は気象庁の全気象観測地点で最大であり、1981 - 2010年の累年平均値は4477.2 mmであるが[3]、屋久島の山岳の東側中腹はさらに雨量が多く、林野庁の屋久島森林環境保全センターにより、ヤクスギランド(1000 m)や淀川登山口(1380 m)では年間10,000 mm以上の雨量がしばしば観測されている[4]。この雨量や河床勾配が非常に大きい急峻な地形のため、各所に瀑布が存在する[2]。
  - 宮之浦川 (62.8 km2)
  - 永田川 (36.3 km2)
  - 安房川 (86.1 km2)
  - 鯛ノ川
  - 小楊子川
  - 栗生川 (51.4 km2, 含小楊子川)
- 山：町内はそのほとんどの領域を山岳が占め、中央部の1800 m以上の山を「奥岳」と称し、その周辺部の海岸から見える山を「前岳」と称する。特に奥岳は山岳信仰の対象とされ「岳参り」が年2回行われてきた[5]。
  - 宮之浦岳 - 1936 m
  - 永田岳 - 1886 m
  - 栗生岳 - 1867 m
  - 翁岳 - 1860 m
  - 安房岳 - 1847 m
  - 投石岳 - 1830 m
  - 黒味岳 - 1831 m
  - 愛子岳 - 1235 m
  - 太忠岳 - 1497 m
  - モッチョム岳 - 940 m
  - 割石岳 - 1410 m
  - 七五岳 - 1488 m
  - 国割岳 - 1323 m
- ダム：尾立ダム（別名・荒川ダム）

### 地名
旧上屋久町
- 一湊
- 楠川
- 口永良部島
- 小瀬田
- 志戸子
- 永田
- 宮之浦
- 吉田

旧屋久町
- 安房
- 尾之間
- 栗生
- 小島
- 中間
- 原
- 平内
- 船行
- 麦生
- 湯泊

## 歴史
文献に表れるのは、中国の歴史書『隋書』大業3年（607年）煬帝の代に「夷邪久国」の記述が見えるのが最初であるが、この「夷邪久」は屋久島を指す説と、南島全般（すなわち種子島・屋久島より南方）を指す説とがある。日本では『日本書紀』推古天皇24年（616年）に掖久（やく）人30名が帰化した、とあるのが初出。安土桃山時代には豊臣秀吉の命によって屋久杉が運ばれ建材に採用される。江戸時代（宝永5年）1708年、鎖国政策の中でイタリア人司祭のジョバンニ・シドッチが侍の変装で屋久島に上陸し、本土に送られ新井白石による『西洋紀聞』の元となった。
- 2007年（平成19年）10月1日 - 熊毛郡の屋久町と上屋久町が合併して屋久島町が発足した[6]。
- 2019年（令和元年）5月18日 - 集中豪雨により町内の道路が寸断。縄文杉へと向かう登山口などに登山客252人以上が一時取り残された[7]。
- 2023年（令和5年）8月9日 - 令和5年台風第6号による集中豪雨で永田川、中野川が氾濫。一部民家で床下浸水[8]。
- 2023年（令和5年）11月29日 - 屋久島沖米軍オスプレイ墜落事故が町内で発生。漁業が影響を受けた他、町内の安房港や屋久島空港が捜索活動で利用されるなどの影響を受けた。

## 行政
- 町長 - 荒木耕治（2011年11月から）

### 町の行政機関
令和元年5月7日の本庁舎新築移転により宮之浦、安房、尾之間の各支所を出張所へ変更。併せて尾之間出張所を現在地へ移転。
- 屋久島町役場：〒891-4292 屋久島町小瀬田849番地20　※小瀬田469番地45 （屋久島クリーンセンター）から移転
  - 宮之浦出張所（旧上屋久町役場）：〒891-4205 屋久島町宮之浦1593番地
  - 安房出張所（屋久島町総合センター）：〒891-4311 屋久島町安房187番地1
  - 尾之間出張所（尾之間保健センター）：〒891-4404 屋久島町尾之間101番地　※尾之間157番地 （旧屋久町役場）から移転
  - 栗生出張所（栗生診療所）：〒891-4409 屋久島町栗生1743番地
  - 口永良部出張所（口永良部診療所）：〒891-4208 屋久島町口永良部島372番地
  - 永田出張所（永田診療所）：〒891-4201 屋久島町永田1247番地1

### 消防
- 熊毛地区消防組合消防本部
  - 屋久島北分遣所
  - 屋久島南分遣所

### 住所表記
2007年の自治体合併に伴う表記の変更は無い（自治体名のみ変更）。
- - （例）熊毛郡上屋久町宮之浦○○○番地→熊毛郡屋久島町宮之浦○○○番地
  - （例）熊毛郡屋久町尾之間○○○番地→熊毛郡屋久島町尾之間○○○番地

### 県の行政機関
- 鹿児島県熊毛支庁屋久島事務所
- 鹿児島県警察 屋久島警察署

### 国の行政機関
- 鹿児島地方法務局屋久島出張所
- 九州森林管理局屋久島森林管理署
- 九州森林管理局屋久島森林環境保全センター
- 九州地方環境事務所屋久島自然保護官事務所

## 地域

### 人口
| |                                          |  |
| 屋久島町と全国の年齢別人口分布（2005年） | 屋久島町の年齢・男女別人口分布（2005年） |  |
| ■紫色 ― 屋久島町 ■緑色 ― 日本全国 | ■青色 ― 男性 ■赤色 ― 女性                |  |
| 屋久島町（に相当する地域）の人口の推移 \| 1970年（昭和45年） \| 17,376人 \| \| \| 1975年（昭和50年） \| 16,110人 \| \| \| 1980年（昭和55年） \| 15,624人 \| \| \| 1985年（昭和60年） \| 15,074人 \| \| \| 1990年（平成2年） \| 13,860人 \| \| \| 1995年（平成7年） \| 13,593人 \| \| \| 2000年（平成12年） \| 13,875人 \| \| \| 2005年（平成17年） \| 13,761人 \| \| \| 2010年（平成22年） \| 13,589人 \| \| \| 2015年（平成27年） \| 12,913人 \| \| \| 2020年（令和2年） \| 11,858人 \| \| |                                          |  |
| 総務省統計局 国勢調査より |                                          |  |
| 1970年（昭和45年） | 17,376人                                 |  |
| 1975年（昭和50年） | 16,110人                                 |  |
| 1980年（昭和55年） | 15,624人                                 |  |
| 1985年（昭和60年） | 15,074人                                 |  |
| 1990年（平成2年） | 13,860人                                 |  |
| 1995年（平成7年） | 13,593人                                 |  |
| 2000年（平成12年） | 13,875人                                 |  |
| 2005年（平成17年） | 13,761人                                 |  |
| 2010年（平成22年） | 13,589人                                 |  |
| 2015年（平成27年） | 12,913人                                 |  |
| 2020年（令和2年） | 11,858人                                 |  |

### 教育

#### 高等学校
- 鹿児島県立屋久島高等学校
- 屋久島おおぞら高等学校

#### 中学校
町立
- 屋久島町立中央中学校
- 屋久島町立金岳中学校（口永良部島）
- 屋久島町立岳南中学校
- 屋久島町立安房中学校

#### 小学校
町立
- 屋久島町立宮浦小学校
- 屋久島町立一湊小学校
- 屋久島町立永田小学校
- 屋久島町立金岳小学校（口永良部島）
- 屋久島町立小瀬田小学校
- 屋久島町立栗生小学校
- 屋久島町立八幡小学校
- 屋久島町立神山小学校
- 屋久島町立安房小学校

## 交通

### 空港
- 屋久島空港
  - 日本航空（JAL）[9]
    - 大阪国際空港
    - 福岡空港
    - 鹿児島空港

### 航路
主な航路は宮之浦港を発着するが、ジェットフォイルの一部は安房港を発着する。

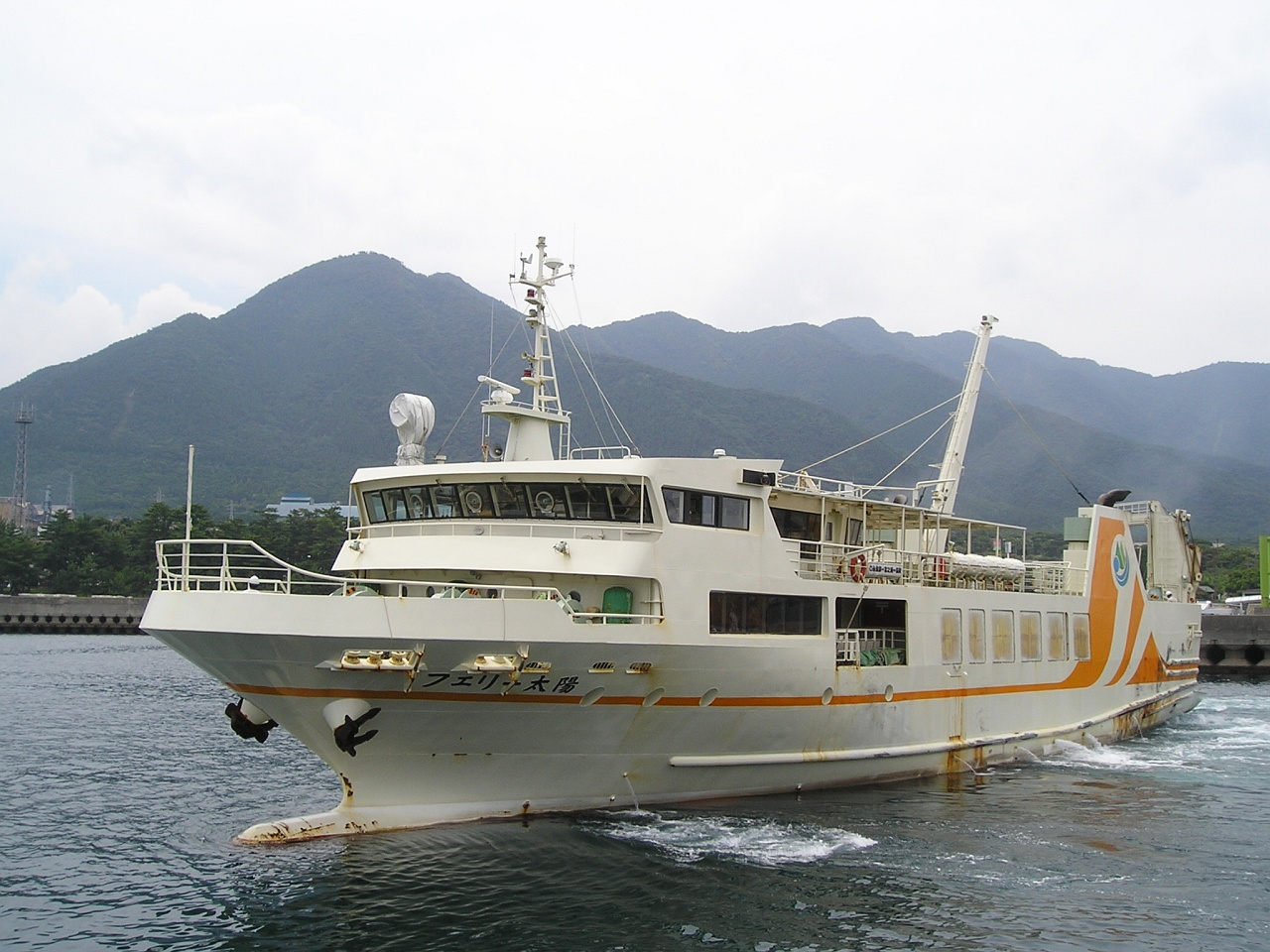
町営船「フェリー太陽」（宮之浦港）

- 鹿児島商船（いわさきグループ） ジェットフォイル「トッピー」
  - 鹿児島港本港区南埠頭（鹿児島市） - 指宿港（指宿市） - 種子島・西之表港（西之表市）、屋久島・宮之浦港または安房港

指宿港を寄港しない便がある。また、種子島・屋久島経由の順序が変わるほか、各島への直行便もある。
- 鹿児島商船・新屋敷商事（いわさきグループ） フェリーはいびすかす
  - 鹿児島港谷山港二区（鹿児島市） - 西之表港 - 宮之浦港
- コスモライン（市丸グループ） ジェットフォイル「ロケット」
  - 鹿児島港本港区南埠頭 - 西之表港 - 宮之浦港

各島への直行便もある。
- 折田汽船（市丸グループと提携） フェリー屋久島2
  - 鹿児島港本港区南埠頭 - 宮之浦港
- 屋久島町営 フェリー太陽
  - 口永良部島 - 宮之浦港 - 種子島・島間港（南種子町）

### 路線バス
- 種子島・屋久島交通（いわさきグループ）
- まつばんだ交通

### 道路

#### 県道
主要地方道
- 鹿児島県道77号上屋久屋久線
- 鹿児島県道78号上屋久永田屋久線

一般県道
- 鹿児島県道592号屋久島公園安房線
- 鹿児島県道593号安房港線
- 鹿児島県道594号白谷雲水峡宮之浦線

## 名所・旧跡・観光スポット・祭事・催事

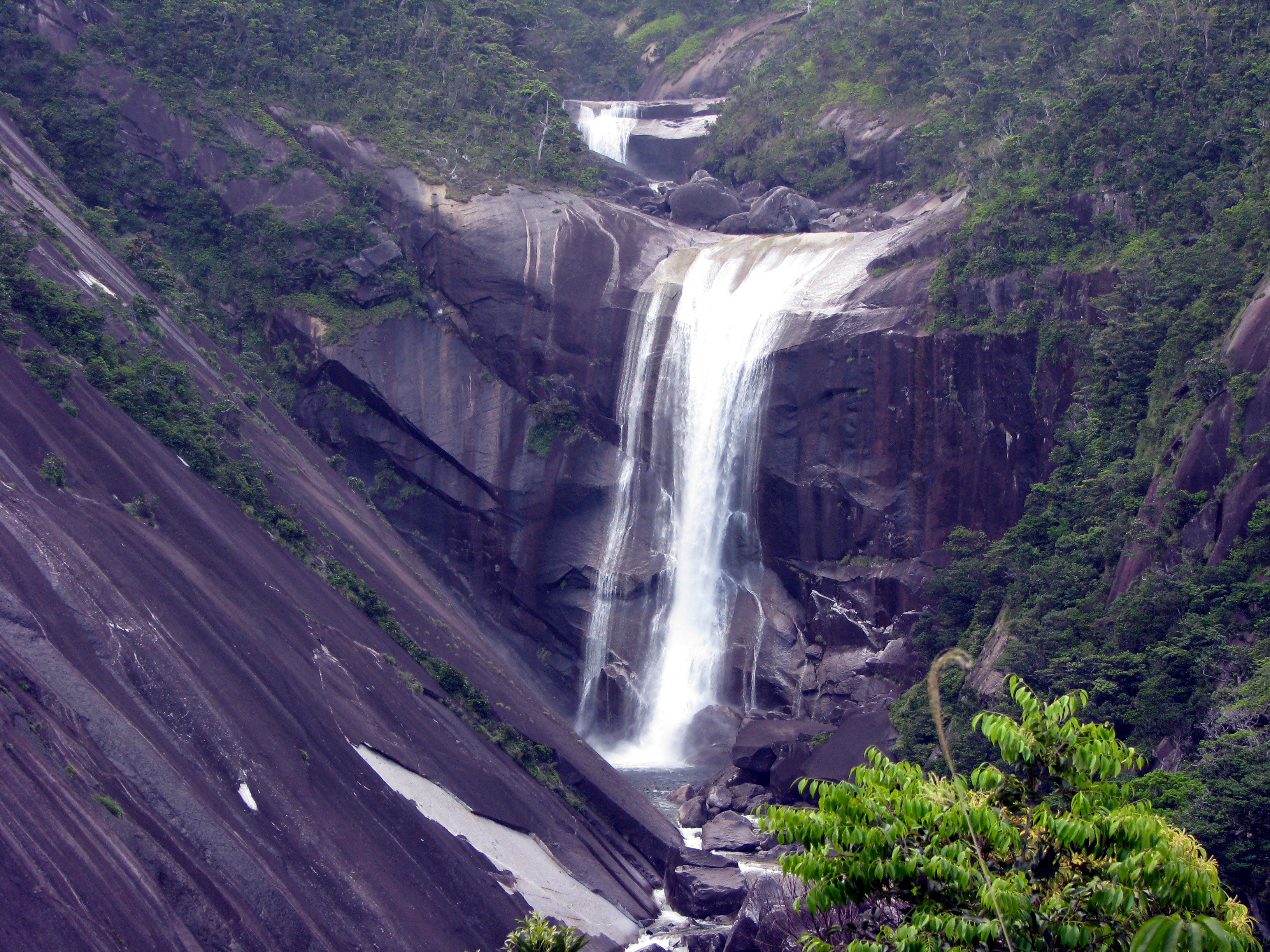
千尋の滝

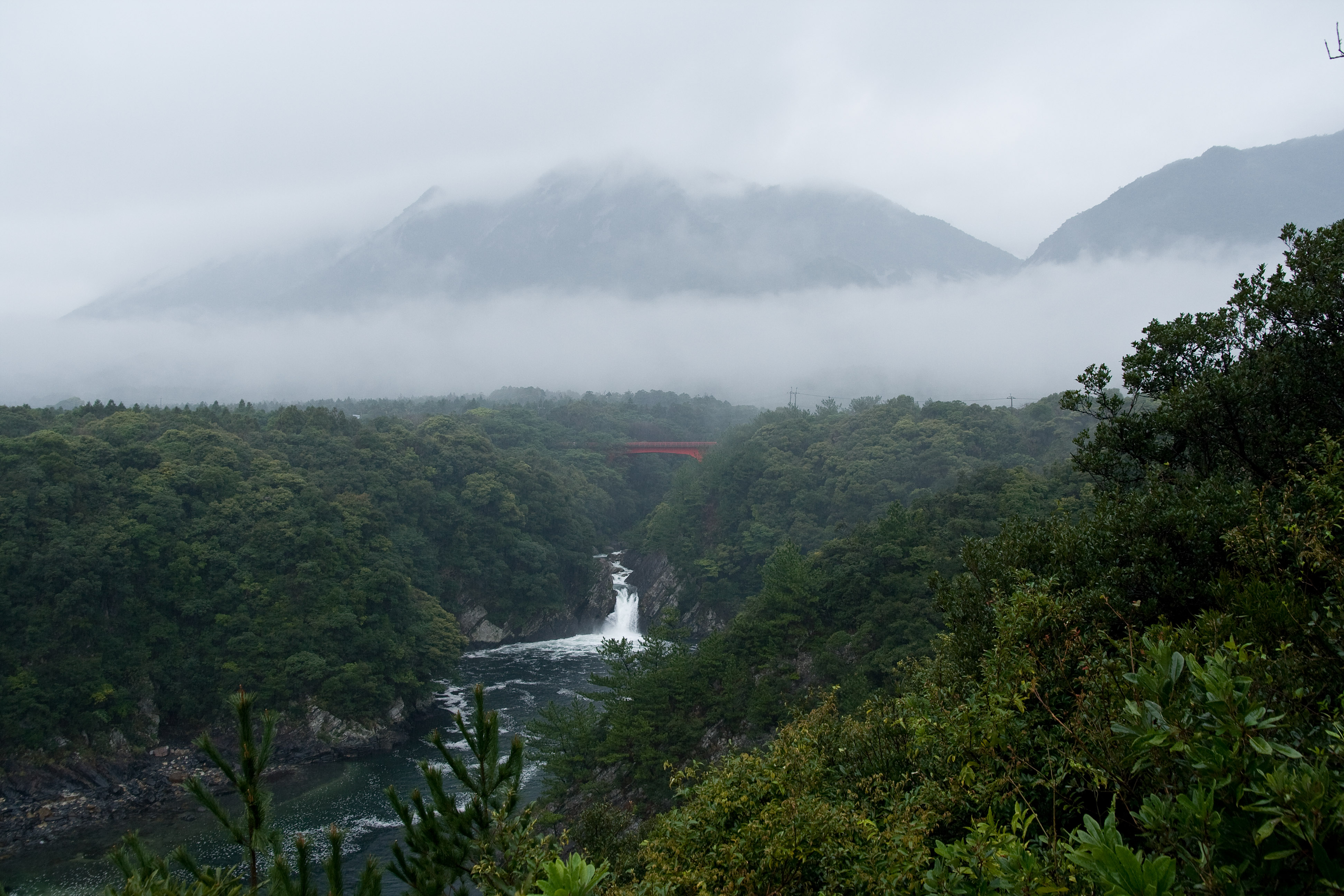
トローキの滝

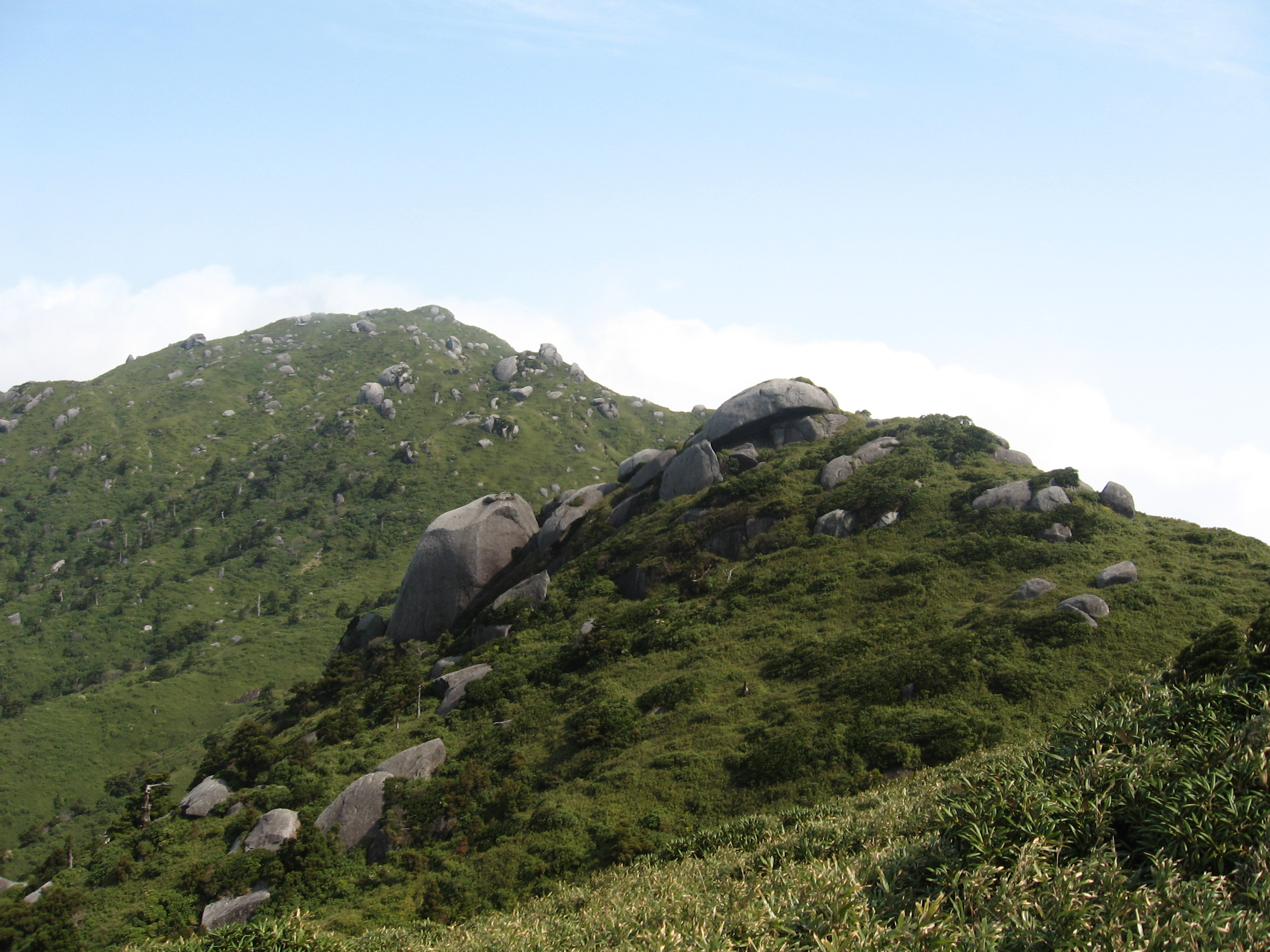
宮之浦岳

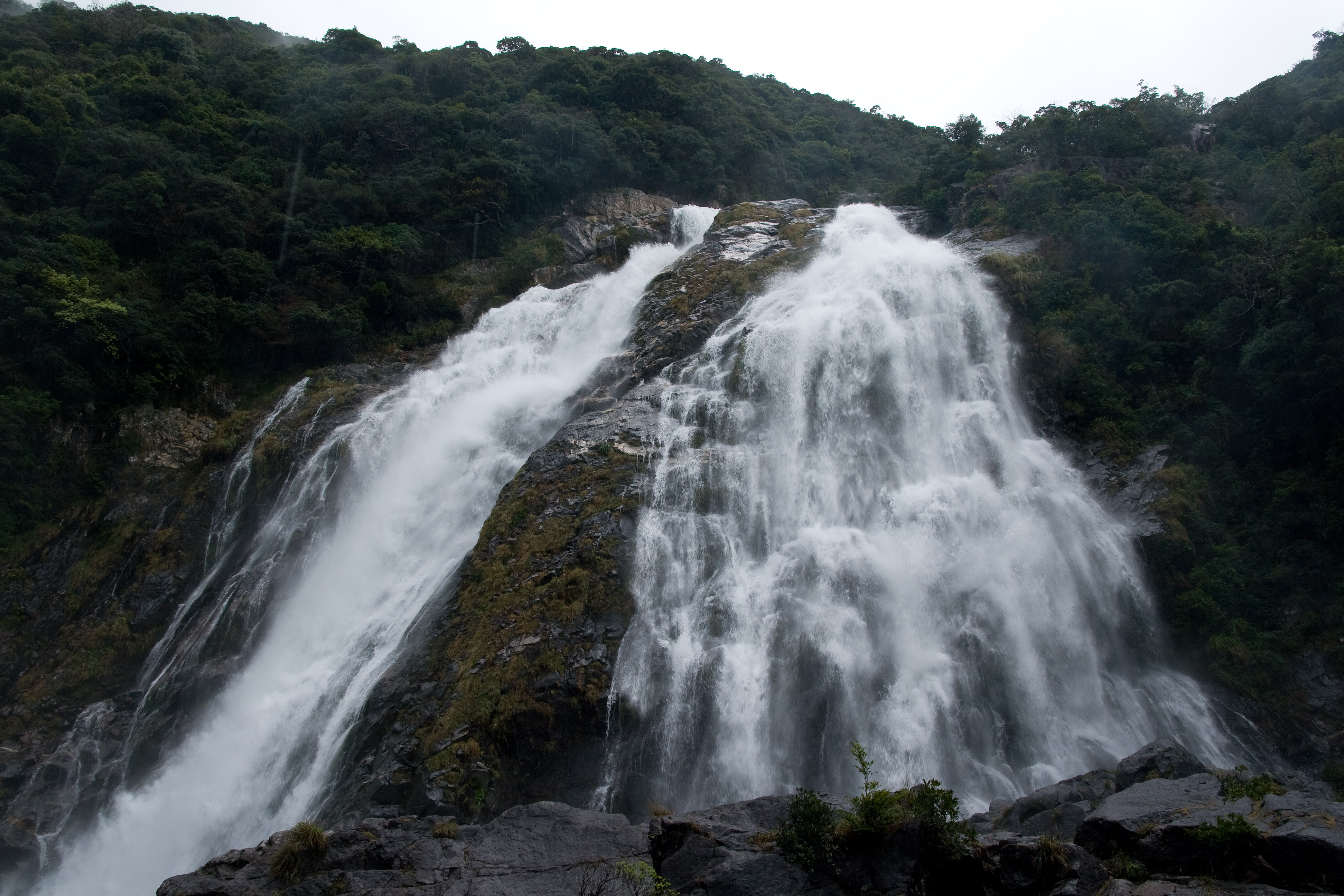
大川の滝(日本の滝百選)

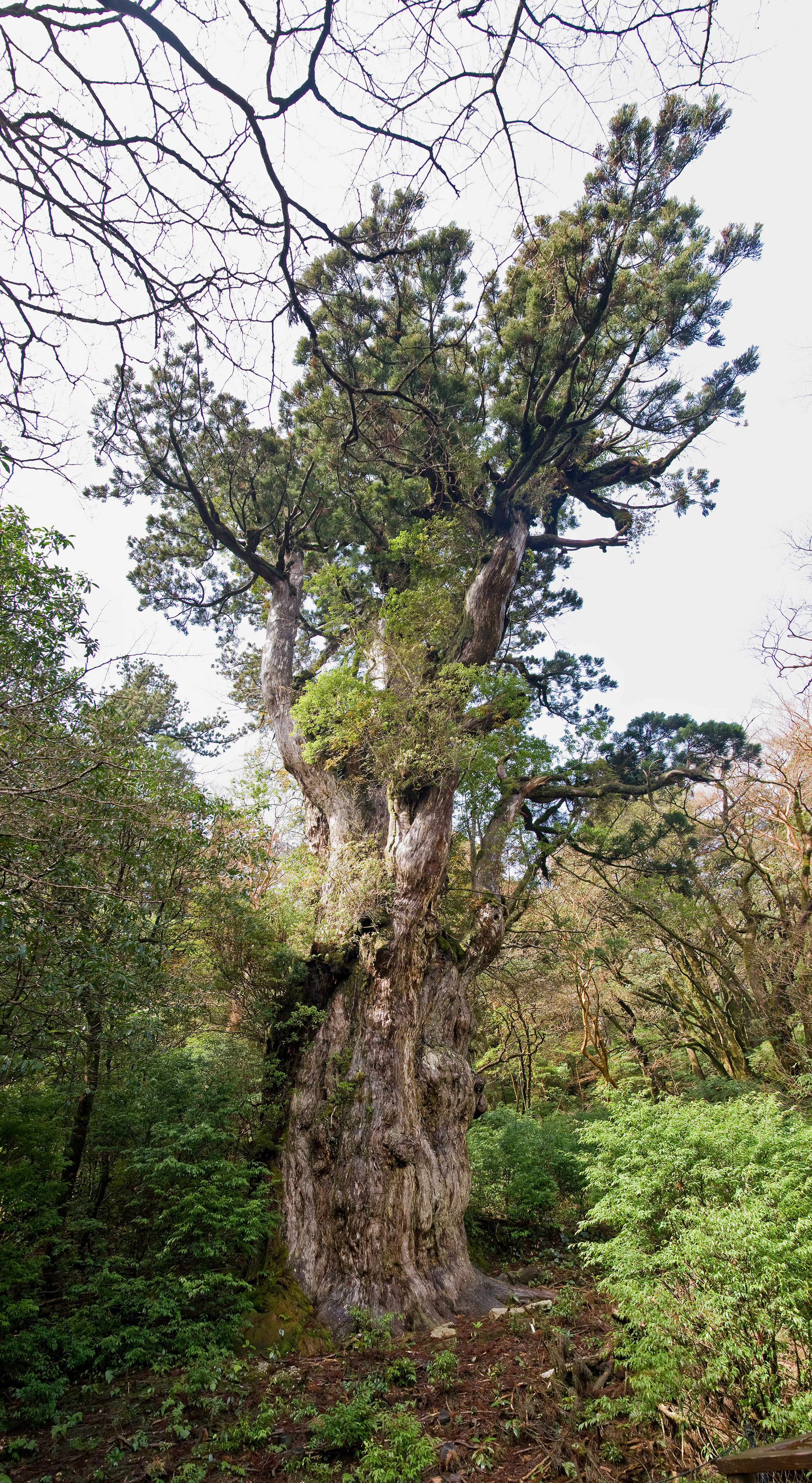
縄文杉

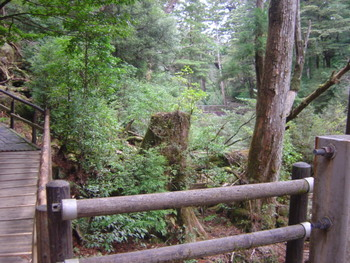
ヤクスギランド

### 温泉
- 楠川温泉
- 尾之間温泉
- 屋久島温泉
- 平内海中温泉
- 湯泊温泉

### 口永良部島の温泉
- 湯向温泉
- 寝待温泉
- 西之湯

### その他
- 千尋（せんぴろ）の滝
- トローキの滝（日本に2つしか存在しない、海に直接流れ落ちる滝の一つ)
- 大川（おおこ）の滝（日本の滝百選のひとつ）
- 縄文杉・弥生杉・紀元杉（森の巨人たち百選）
- ウィルソン株
- 宮之浦岳（日本百名山のひとつ）
- 白谷雲水峡 ※映画『もののけ姫』の獣神の森のモデル
- 屋久島総合自然公園
- 屋久島野生植物園
- 屋久杉自然館
- 屋久島環境文化村センター
- ヤクスギランド（屋久島自然休養林）
- 西部林道（世界遺産登録区域で唯一車が通れるところ）
- 益救神社 ※『延喜式』に記載のある日本最南端の神社、三岳を祀る
- 千頭川の渓流とトロッコ（日本の音風景100選）

## 出身者
- AIRI、アイドル、ミュージシャン（CHERRSEE）
- 荒木耕治（第2代屋久島町長、旧上屋久町出身）
- 木谷隆行（ボッチャ選手）
- 髙橋大悟（サッカー選手）
- 塚田翔悟（サッカー選手）
- 寺田菜々海（テレビくまもとアナウンサー）
- 日高建男（漫画家第1回世界漫画愛読者大賞（2002年）入選）（旧屋久町安房出身）
- 若松正 (東洋大学レスリング部監督)(安房春牧地区春田集落出身)

## 屋久島を舞台とした作品
ドラマ
- まんてん - 平成14年度下半期のNHKの連続テレビ小説。宮地真緒主演。
- いのちの島

ゲーム
- アイギス THE FIRST MISSION
- ペルソナ3エム

舞台ではないがモデルとなった作品
- もののけ姫 - 宮崎駿監督によるスタジオジブリの長編アニメーション映画作品。1997年7月12日公開。
- 『満腹ボクサー徳川。』- 屋久島町安房出身の日高建男によるボクシング漫画。主人公の徳川貴作が屋久島出身という設定であり、島に里帰りするシーンが描かれている。
- 愛英史・里見桂 『ゼロ THE MAN OF THE CREATION』#24 神木・巨大杉の謎 にて主人公のゼロが屋久杉（土埋杉）を使って仏像（大威徳明王像）を製作している。